# Mary Emily Eaton

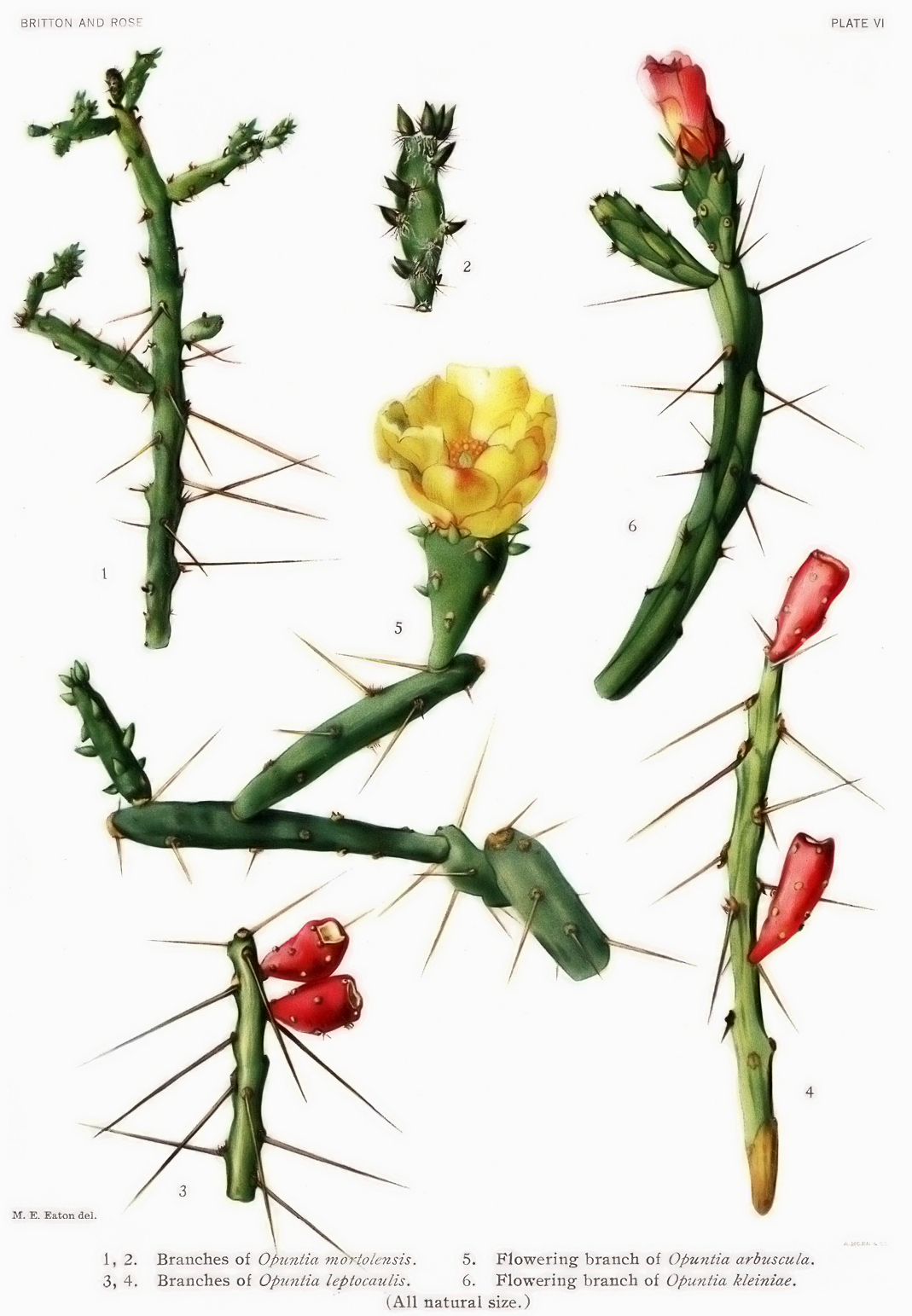
Tafel VI aus Britton und Rose: The Cactaceae mit verschiedenen Arten der Gattung Cylindropuntia

Mary Emily Eaton (* 1873 in Coleford, Gloucestershire; † 1961 in Somerset) war eine britische Pflanzenmalerin.

## Leben und Wirken
Mary Emily Eaton studierte an der Taunton School of Art in Somerset und am Royal College of Art in London Kunst. Einige Zeit arbeitete sie anschließend für die Royal Worcester Porcelain Company. 1909 reiste Eaton nach Jamaika, um einen Bruder und eine Schwester zu besuchen. Während ihres zweijährigen Aufenthaltes in Jamaika begeisterte sie sich für Schmetterlinge, die sie in Aquarellen festhielt. 1911 besuchte Eaton Freunde in New York City und erhielt im Juni 1911 eine Anstellung als Künstlerin am New York Botanical Garden, die sie bis zum Januar 1932 innehatte.
Während ihrer Zeit am New York Botanical Garden erstellte Eaton über 80 Prozent der 800 Tafeln der Zeitschrift Addisonia des botanischen Gartens, die von 1916 bis 1964 erschien. Sie war für viele der Illustrationen verantwortlich, die im von 1919 bis 1923 publizierten Standardwerk von Nathaniel Lord Britton und Joseph Nelson Rose über die Kakteengewächse The Cactaceae: Descriptions and Illustrations of Plants of the Cactus Family verwendet wurden. Darüber hinaus zeichnete sie für das National Geographic Magazine und die Zeitschrift Contributions from the United States National Herbarium. Im Mai 1947 kehrte sie nach Großbritannien zurück.

## Nachweise

## Weiterführende Literatur
- Larry W. Mitich: Mary Emily Eaton, a gifted botanical artist. In: Haseltonia. Band 7, 2000, S. 24–29.